# Języki jenisejskie
Języki jenisejskie – rodzina języków używanych w centralnej Syberii, głównie na terenie kraju krasnojarskiego. Języki jenisejskie prawdopodobnie spokrewnione są z językami na-dene. Istnieje potencjalnie powiązanie w ramach makrorodziny dene-kaukaskiej z językiem chińskim i językami Kaukazu.

## Klasyfikacja
- makrorodzina hipotetyczna – języki dene-jenisejskie
  - rodzina jenisejska
    - gałąź południowa
      - podgałąź kott-assan
        - kottyjski †
        - asański †

      - podgałąź arin-pumpokol
        - ariński †
        - pumpokolski †

    - gałąź północna 
      - podgałąź kecka
        - ketyjski (jenisej-ostiacki) (ok. 210 mówiących)
        - jugijski (symski) †1996

Jedynie dwa spośród tych języków przetrwały do XX wieku: ketyjski, którym mówi od kilkuset do tysiąca osób, oraz jugh, od niedawna wymarły. Inne języki z tej rodziny jak arin, assan, kott czy pumpokol wymarły w XVIII lub XIX wieku.
|                              | Grupy i języki                                         | Liczba mówiących  |
| ---------------------------- | ------------------------------------------------------ | ----------------- |
| Języki południowojenisejskie | Języki kott-assan                                      | Języki kott-assan |
| Języki południowojenisejskie | kottyjski                                              | 0                 |
| Języki południowojenisejskie | asański (assan)                                        | 0                 |
| Języki południowojenisejskie | Języki arin-pumpokol                                   |                   |
| Języki południowojenisejskie | arin (ariński)                                         | 0                 |
| Języki południowojenisejskie | pumpokol (pumpokolski)                                 | 0                 |
| Języki północnojenisejskie   | ketyjski (kecki, ket, imbacko-kecki, jenisej-ostiacki) | 210               |
| Języki północnojenisejskie   | jugijski (jugh, symski)                                | 1                 |

## Cechy gramatyczne i fonologiczne rodziny jenisejskiej
Języki jenisejskie mogą mieć od jednego do czterech tonów. Tony te są związane z glotalizacją, długością samogłoski i przydechem, podobnie jak w języku starochińskim. Języki jenisejskie mają również bardzo rozwiniętą odmianę czasownika oraz charakteryzuje je ergatywność.

## Polskie prace o językach jenisejskich
- Stachowski, Marek: Über einige altaische Lehnwörter in den Jenissej-Sprachen. In Studia Etymologica Cracoviensia 1 (1996): 91-115.
- Stachowski, Marek Altaistische Anmerkungen zum “Vergleichenden Wörterbuch der Jenissej-Sprachen”. In Studia Etymologica Cracoviensia 2 (1997): 227-239.
- Stachowski, Marek: Anmerkungen zu einem neuen vergleichenden Wörterbuch der Jenissej-Sprachen. In Studia Etymologica Cracoviensia 9 (2004): 189-204.
- Stachowski, Marek: Arabische Lehnwörter in den Jenissej-Sprachen des 18. Jahrhunderts und die Frage der Sprachbünde in Sibirien. In Studia Linguistica Universitatis Iagellonicae Cracoviensis 123 (2006): 155-158.
- Stachowski, Marek: Persian loan words in 18th century Yeniseic and the problem of linguistic areas in Siberia. In A. Krasnowolska / K. Maciuszak / B. Mękarska (ed.): In the Orient where the Gracious Light... [Festschrift for A. Pisowicz], Kraków (2006): 179-184.